# Węgierska Opera Państwowa
Węgierska Opera Państwowa (węg. Magyar Állami Operaház) – opera wzniesiona w VI dzielnicy Budapesztu w latach 1875–1884 według projektu architekta Miklósa Ybla. Budynek stanowi przykład stylu neorenesansowego II połowy XIX w.
We wnękach po obu stronach wejścia znajdują się posągi kompozytorów Ferenca Erkela i Ferenca Liszta, dzieła rzeźbiarza Alajosa Stróbla.
Dekoracja malarska wnętrz jest dziełem Bertalana Székelyego, Móra Thana i Károlya Lotza.
Widownia o doskonałej akustyce liczy 1261 miejsc.
Opera została uroczyście otwarta 27 września 1884.
Pierwszym dyrektorem Opery został Ferenc Erkel, w latach 1888–1891 funkcję dyrektora pełnił Gustav Mahler.
Drugą sceną Węgierskiej Opery Państwowej jest Teatr im. Erkela przy Köztársaság tér 30.